# Orde van de Leeuw van de Palts

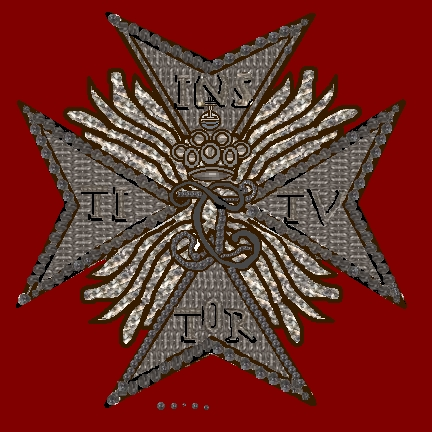
Orde van de Leeuw van de Palts

De Orde van de Leeuw van de Palts (Duits: Orden vom Pfälzer Löwen of Churfürstlich-Pfälzischer Löwen-Ritter-Orden ) werd op 1 januari 1768 door keurvorst Karel Theodoor van de Palts gesticht als een onderscheiding voor militaire en burgerlijke verdienste. De Orde werd ook een "Adels- en Verdienstenorde genoemd.
De Orde had slechts een enkele rang en de 25 ridders droegen een kruis van de Orde aan een lint of keten en een geborduurde zilveren ster op de linkerborst.
In 1777 werden de Palts en het keurvorstendom Beieren na het uitsterven van de Beierse tak van de Wittelsbachers verenigd en werd de Orde ook in Beieren verleend.
In 1808 werd de Orde door koning Maximiliaan I Jozef van Beieren vervangen door de nieuwe Orde van Verdienste van de Beierse Kroon en daarom formeel opgeheven.
De Orde is een van de historische orden van Beieren.

Het motto van de Orde was "Merenti" (Latijn: "voor de verdienstelijke") en de Orde had een enkele rang.

## Het kleinood van de Orde
De ridders droegen een klein blauw geëmailleerd kruis aan een wit lint met twee brede blauwe strepen. Er is geen kroon. Tussen de armen van het kruis zijn gouden vlammen te zien.
De voorzijde vertoont de tekst "INSTIT AO 1768" op de kousenband en het monogram "CF".
Het medaillon van de keerzijde is meestal geheel wit, maar in sommige kruisen ook blauw, en omringd door een kousenband met de tekst "MERENTI".
In het medaillon is een gekroonde gouden leeuw geplaatst. Het lint van de Orde was wit met twee brede donkerblauwe strepen.
Zoals in de 18e eeuw gebruikelijk was de ster geborduurd uit zilverdraad en kleine pailletten. Deze ster werd op de linkerborst van de jas genaaid.
De Orde stond 64 jaar na de opheffing model voor de Beierse Orde van Militaire Verdienste. De versierselen en het lint van de twee onderscheidingen lijken sterk op elkaar.